# صحراسنجی منگزور
صحراسنجی منگزور یک روستا در ایران است که در بخش بهمئی گرمسیری شهرستان بهمئی در استان کهگیلویه و بویراحمد واقع شده‌است.

## جمعیت
این روستا در دهستان سرآسیاب یوسفی قرار دارد و براساس سرشماری مرکز آمار ایران در سال ۱۳۸۵، جمعیت آن ۱۹ نفر (۵ خانوار) بوده‌است.